# Gilbert Pkemoi
Gilbert Pkemoi (* 6. Januar 1995) ist ein kenianischer Leichtathlet, der sich auf den Dreisprung spezialisiert hat.

## Sportliche Laufbahn
Erste internationale Erfahrungen sammelte Gilbert Pkemoi im Jahr 2022, als er bei den Afrikameisterschaften in Port Louis mit einer Weite von 15,97 m den siebten Platz im Dreisprungbewerb belegte. 2024 gelangte er bei den Afrikaspielen in Accra mit 15,82 m auf Rang vier und im Juni wurde er bei den Afrikameisterschaften in Douala mit 15,38 m Zwölfter.
In den Jahren von 2022 bis 2024 wurde Pkemoi kenianischer Meister im Dreisprung.

## Persönliche Bestleistungen
- Dreisprung: 16,84 m, 29. Mai 2021 in Nairobi